# Hannah Höch
Hannah Höch właśc. Anna Therese Johanne Höch (ur. 1 listopada 1889 w Gocie, zm. 31 maja 1978 w Berlinie) – niemiecka artystka awangardowa.
Była członkinią berlińskiej grupy dada i pionierką fotomontażu dadaistycznego. Postrzegana jako feministka, w swojej twórczości poruszała kwestię pozycji i praw kobiet w patriarchalnym świecie.

## Życiorys

### Dzieciństwo i młodość, 1889–1915
Hannah Höch urodziła się 1 listopada 1889 roku w Gocie jako Anna Therese Johanne Höch w rodzinie agenta ubezpieczeniowego Friedricha Höcha (1863–1923) i Rosy z domu Sachs (1873–1930). Była najstarsza spośród pięciorga rodzeństwa. W dzieciństwie często pomagała ojcu w pracach ogrodowych. W późniejszych latach życia sama będzie z pasją uprawiała ogród. Matka oddawała się malarstwu i wspierała artystyczne zainteresowania córki. 
W rodzinnym mieście Hannah uczęszczała do pensji, ale w 1904 roku musiała przerwać naukę, by na prośbę rodziców opiekować się młodszą siostrą do czasu rozpoczęcia przez nią nauki w szkole podstawowej. Od 1912 roku uczyła się projektowania w szkle pod okiem Harolda Bengena w Wyższej Szkole Sztuki i Rzemiosła Artystycznego w Berlinie-Charlottenburgu. Kurs Bengena obejmował m.in. malowanie, kaligrafowanie oraz rysowanie na szkle, lutowanie i projektowanie fabryczne. Po wybuchu Wielkiej Wojny szkołę zamknięto, a Höch powróciła do Gothy, gdzie pracowała dla Czerwonego Krzyża. 

### Początek kariery, 1915–18
W latach 1915–20 studiowała malarstwo i grafikę w Staatliche Lehranstalt des Kunstgewerbemuseum w Berlinie pod okiem Emila Orlíka. Równolegle podjęła pracę w wydawnictwie Ullstein Verlag, z którym związana była przez dziesięć lat do 1926 roku. Przez trzy dni w tygodniu pisała artykuły oraz projektowała wzory do kobiecego rękodzieła. Korespondowała z czasopismami takimi jak Die Dame i Die Praktische Berlinerin, dla których projektowała wzory sukien. Praca w wydawnictwie dała jej dostęp do materiałów – ilustracji i tekstów prasowych, które wkrótce wykorzystała przy tworzeniu swoich fotomontaży. W tym czasie przyjaciółka ze studiów Maria Uhden wprowadziła ją do środowiska skupionego wokół Galerii Der Sturm, prowadzonej przez Herwartha Waldena, orędownika sztuki awangardowej. 
W 1917 roku jej praca po raz pierwszy została opublikowana w czasopiśmie „Das Kunstblatt”. Był to drzeworyt pt. Prorok Mateusz. W tym czasie eksperymentowała też z techniką kolażu, np. w pracy pt. Biała chmura z 1916 roku.

### W kręgu dadaistów, 1918–22

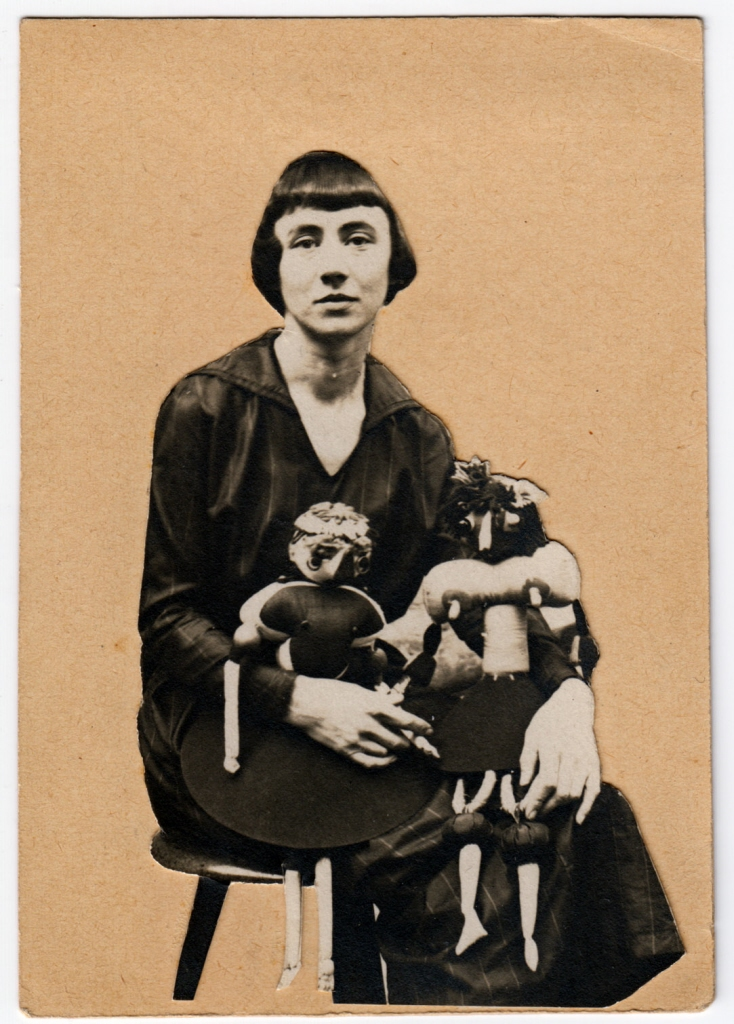
Hannah Höch z lalkami dada w Berlinie, 1920 rok, własność Berlinische Galerie

W okresie rewolucji listopadowej do Berlina zaczęły przenikać idee dadaistów. Hannah Höch była pionierką i jedną z najważniejszych przedstawicielek berlińskiej grupy dada. To właśnie wtedy przyjęła jako swój pseudonim żydowską wersję imienia Hannah, jako sprzeciw i szyderstwo wobec narastającego nacjonalizmu. W 1918 roku wraz ze swoim ówczesnym partnerem Raoulem Hausmannem wpadła na pomysł zaadaptowania fotomontażu do nowego kierunku. W 1920 roku na I Międzynarodowych Targach Dada zaprezentowała pracę pt. Cięcie nożem kuchennym dada przez ostatnią weimarską, spasioną piwem epokę kulturalną Niemiec (1919), która w opinii historyka sztuki Benjamina Buchloha jest jednym z pierwszych, a zarazem najdoskonalszych przykładów fotomontażu dadaistycznego. Buchloh podkreśla, że prace Höch miały przeważający wpływ na ukształtowanie się tej formy. Cięcie nożem kuchennym... było jedną z najlepiej przyjętych prac na targach, chociaż niektórzy dadaiści (George Grosz i John Heartfield) nie chcieli dopuścić do jej wystawienia. Zgodzili się dopiero, gdy Hausmann zagroził wycofaniem z wystawy własnych prac. Innym rozpoznawalnym fotomontażem Höch jest portret Raoula Hausmanna pt. Da Dandys (1919). Za ostatnią dadaistyczną pracę Höch uchodzi My House-Sayings z 1922 roku, będąca niejako pożegnaniem z ruchem dada jak i miłością autorki do Hausmanna.

#### Nowa Kobieta
Hannah Höch, skonfliktowana ze zdominowanym przez mężczyzn własnym środowiskiem artystycznym, stała się rozpoznawalna jako artystka feministyczna. Uchodziła za ucieleśnienie Nowej Kobiety - niezależnej finansowo, wolnej od stereotypowych ról płciowych, noszącej krótkie włosy. W swoich pracach, takich jak Cięcie nożem kuchennym dada... poruszała temat praw kobiet, istoty kobiecości w powojennym świecie oraz ich zdominowania w patriarchalnym społeczeństwie republiki Weimarskiej. Inną jej pracą nawiązującą do tej tematyki jest seria wypchanych, kobiecych lalek, uosabiających postrzeganie kobiecości jako produktu przeznaczonego dla mężczyzn. Agata Grzych w swoim artykule opublikowanym w Dyskursie. Piśmie Naukowo-Artystycznym ASP we Wrocławiu podaje życiorys Höch jako przykład pomijania roli kobiet w sztuce XX wieku.

### Droga indywidualna i De Stijl, 1922–33

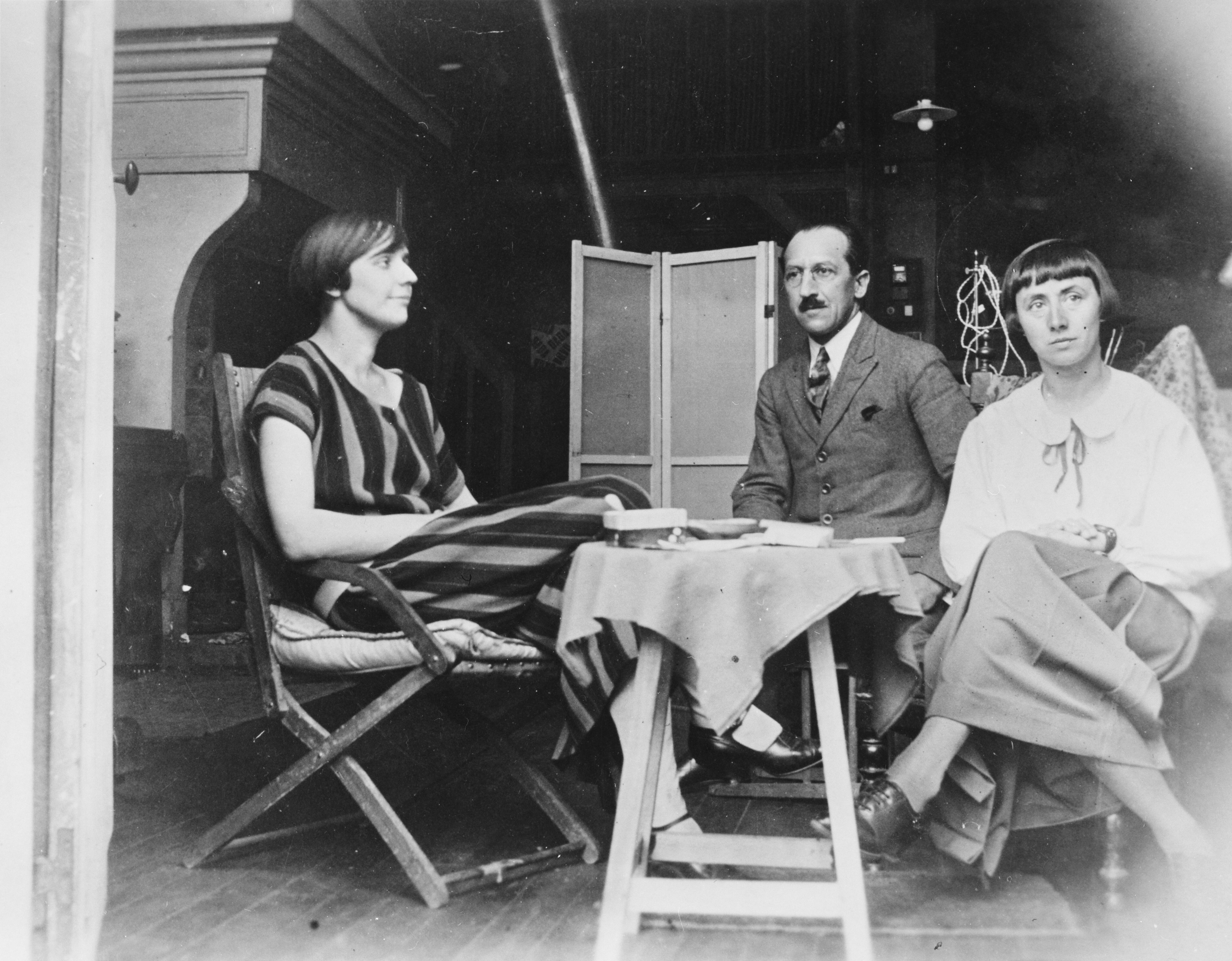
Nelly van Doesburg, Piet Mondrian i Hannah Höch w Clamart, kwiecień 1924. Zdj. aut. Theo van Doesburga

Po rozpadzie berlińskiej grupy dada (1922), Höch w dalszym ciągu skupiała się na tematyce uprzedmiotowienia kobiet, m.in. w fotomontażach Mistrz (1925) i Miłość (ok. 1926). W tym czasie artystka umocniła przyjaźń z Hansem Arpem, Sophie Taeuber-Arp i Kurtem Schwittersem. Ten ostatni w 1926 roku zaprosił ją na wakacje do Hagi, gdzie Höch spędziła ostatecznie trzy lata. Jej ówczesna partnerka Til Brugman wprowadziła ją do awangardowego środowiska De Stijl skupionego wokół Pieta Mondriana. Związek z Brugman skłonił ją do nowego spojrzenia na pojęcie kobiecości, czego efektem jest m.in. fotomontaż Tamer (ok. 1930) przedstawiający androgyniczną postać damskiej głowy manekina na silnym, męskim ciele. Z kolei pod wpływem twórcy Theo van Doesburga jej fotomontaże nabrały bardziej abstrakcyjnych form, widocznych m.in. w serii pt. Z Muzeum Etnograficznego (1924–30). W tym czasie Höch brała udział w wystawach zarówno w Niemczech jak i w Holandii. W 1929 roku odbyła się jej pierwsza wystawa indywidualna.
Pod koniec 1929 roku powróciła wraz z Brugman do Berlina. Partnerki współpracowały ze sobą na polu artystycznym, a lata do rozpadu ich związku w 1935 roku były bardzo owocne dla nich obu. W 1933 roku artystki wydały dwa wspólne albumy pt. Von Hollands Blumenfeldern i Scheingehacktes, zawierające fotomontaże Höch i groteskowe rysunki Brugman. Höch angażowała się w ruch feministyczny. W 1931 roku wzięła udział w wystawie pt. Kobiety w potrzebie, która postulowała odrzucenie paragrafu 218 penalizującego aborcję. W tym samym roku wzięła udział w wystawie Fotomontaż, która jako pierwsza uznała tę formę sztuki za autonomiczną. Na początku lat 30. Höch zyskała sobie międzynarodową popularność, a jej prace były zamawiane m.in. w Belgii i USA. Prócz indywidualnej kariery artystycznej, Höch utrzymywała się z projektowania okładek książek i ilustracji do gazet w sieci wydawnictw Anthony'ego Bakelsa. 

### W Niemczech nazistowskich, 1933–45
Po dojściu nazistów do władzy w 1933 roku, Höch stopniowo ograniczała działalność artystyczną. W 1936 roku po raz ostatni wzięła udział w wystawie do czasu zakończenia wojny. Jej sztuka z tego okresu jest bardziej sentymentalna. Często tworzyła martwe natury, które nie byłyby politycznie podejrzane. Żeby zdobywać materiały do pracy wstąpiła do Izby Kultury Rzeszy. Mimo to, w 1934 roku hitlerowcy określili ją jako kulturalną bolszewiczkę. Ideolog Wolfgang Willrich zamieścił jej biografię w książce na temat tzw. sztuki wynaturzonej. Jednakże, kiedy w 1937 roku naziści zorganizowali wystawę sztuki zdegenerowanej, to zabrakło na niej prac Hanny Höch, co także było swego rodzaju afrontem – pominięto jej dokonania. Mimo ataków, Höch nie wyjechała z Niemiec. W 1939 roku wyprowadziła się do domu na przedmieściach Berlina, do dzisiejszej dzielnicy Heiligensee, gdzie mieszkała do końca życia. Z pasją zajmowała się ogrodem. W okresie nazistowskim ukrywała u siebie kontrowersyjne materiały związane z działalnością dadaistów. W czasie II wojny światowej stworzyła serię pt. Notzeitbilder, obejmującą 15 akwareli, gwaszy i obrazów olejnych.

### W Niemczech Zachodnich, 1945–78
Po wojnie natychmiast powróciła do aktywnej działalności artystycznej. Przystąpiła do Kulturbundu. Już w 1945 i 1946 roku wzięła udział w dwóch wystawach. Od 1946 roku brała udział w wystawach zbiorowych organizowanych przez Gerda Rosena w jego prywatnej galerii. W 1948 roku jej prace zostały wystawione w Museum of Modern Art w Nowym Jorku. Zaangażowała się w działalność edukacyjną, wygłaszając cykl wykładów pt. Kobiety i sztuka. W tym czasie jej fotomontaże stały się jeszcze bardziej abstrakcyjne. W dziele pt. Poezja wokół komina (1956) obróciła wycięte fragmenty tak, by zatracić ich funkcję przedstawiającą a pozostawić jedynie sam kształt i kolor. W pracach z tego okresu, takich jak Czerwona strona tekstylna (1952) i Wokół czerwonych ust (1967) wykorzystała swoje doświadczenie w projektowaniu tkanin. Prace z tego okresu są bardziej nasycone kolorami. Do sztuki przedstawiającej powróciła w latach 60., np. w asamblażu pt. Groteska (1963). Jedną z jej ostatnich prac jest kolaż Portret życia z lat 1972–73, w którym zestawiła własne fotografie z wycinkami prezentującymi jej prace na wystawach. 
Na przełomie lat 60. i 70. nastąpił wzrost zainteresowania jej twórczością, związany ze staraniami artystek, badaczek i feministek o zauważenie roli kobiet w sztuce XX wieku. W 1971 roku miała miejsce jej wystawa retrospektywna w berlińskiej Akademie der Künste. Kolejną wystawę retrospektywną Höch zorganizowała w Neue Nationalgalerie w Berlinie w 1976 roku, która następnie gościła kolejno w Musée d'Art Moderne w Paryżu i Muzeum Sztuki w Łodzi, a w następnym roku także w Londynie i Nowym Jorku (1977).
Zmarła 31 maja 1978 roku w Berlinie. Została pochowana na cmentarzu w Heiligensee. Władze miasta Berlina wystawiły jej honorowy grób (niem. Ehrengrab).

### Życie prywatne

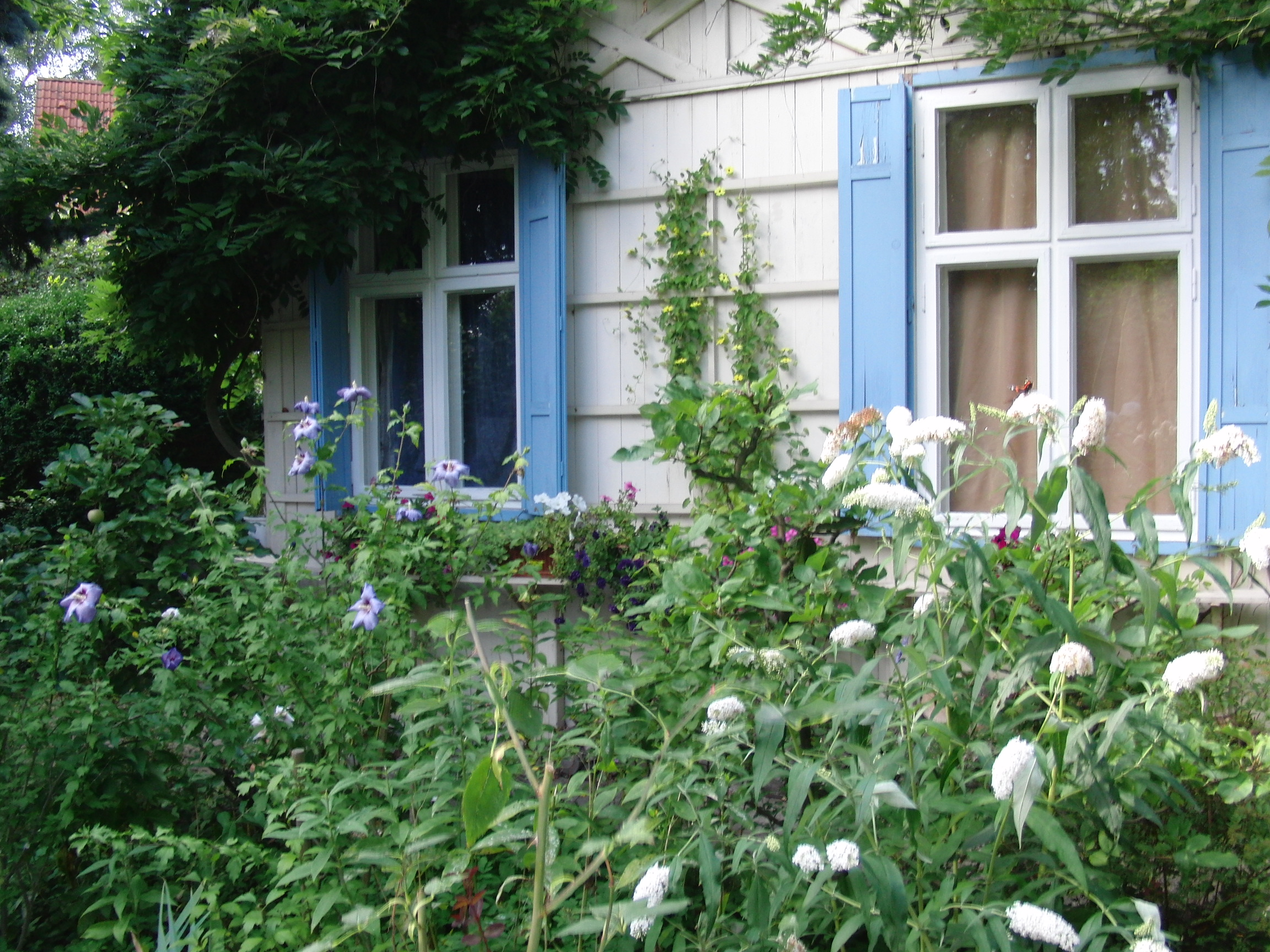
Dom i ogród Hanny Höch w Heiligensee

W 1915 roku Höch poznała Raoula Hausmanna. Przez kolejnych 7 lat Höch, Hausmann i jego żona Elfride tworzyli ménage à trois. Höch i Hausmann angażowali się we wspólne projekty artystyczne. Ekscentryczna osobowość Austriaka wywarła duży wpływ na rozwój twórczy artystki. To on wprowadził ją do berlińskich kręgów artystycznych. Pod jego wpływem Höch została dandystką. Związek rozpadł się, ponieważ Höch nalegała na ślub, podczas gdy Hausmann nie chciał zdecydować się na rozwód z pierwszą żoną. Po rozstaniu Hausmann deprecjonował wartość Höch jako artystki.
Od 1926 do 1935 roku była w związku z holenderską pisarką Til Brugman. W 1935 roku, podczas wyjazdu rekonwalescencyjnego po operacji tarczycy, poznała pianistę i biznesmena Kurta Heinza Matthiasa, z którym związała się w kolejnym roku. W 1938 roku para wzięła ślub. Małżeństwo połączyła wspólna pasja do podróży, jednak było ono obciążone poszukiwaniem Matthiasa listem gończym za nałogowy ekshibicjonizm. Ostatecznie został on skazany na rok więzienia i poddany kastracji, o którą sam poprosił. Höch litowała się nad mężem, uważając jego przypadłość za mimowolną chorobę. Sama ciężko znosiła tę sytuację. W 1944 roku małżeństwo zakończyło się rozwodem. Hannah Höch nie miała dzieci.

## Spuścizna

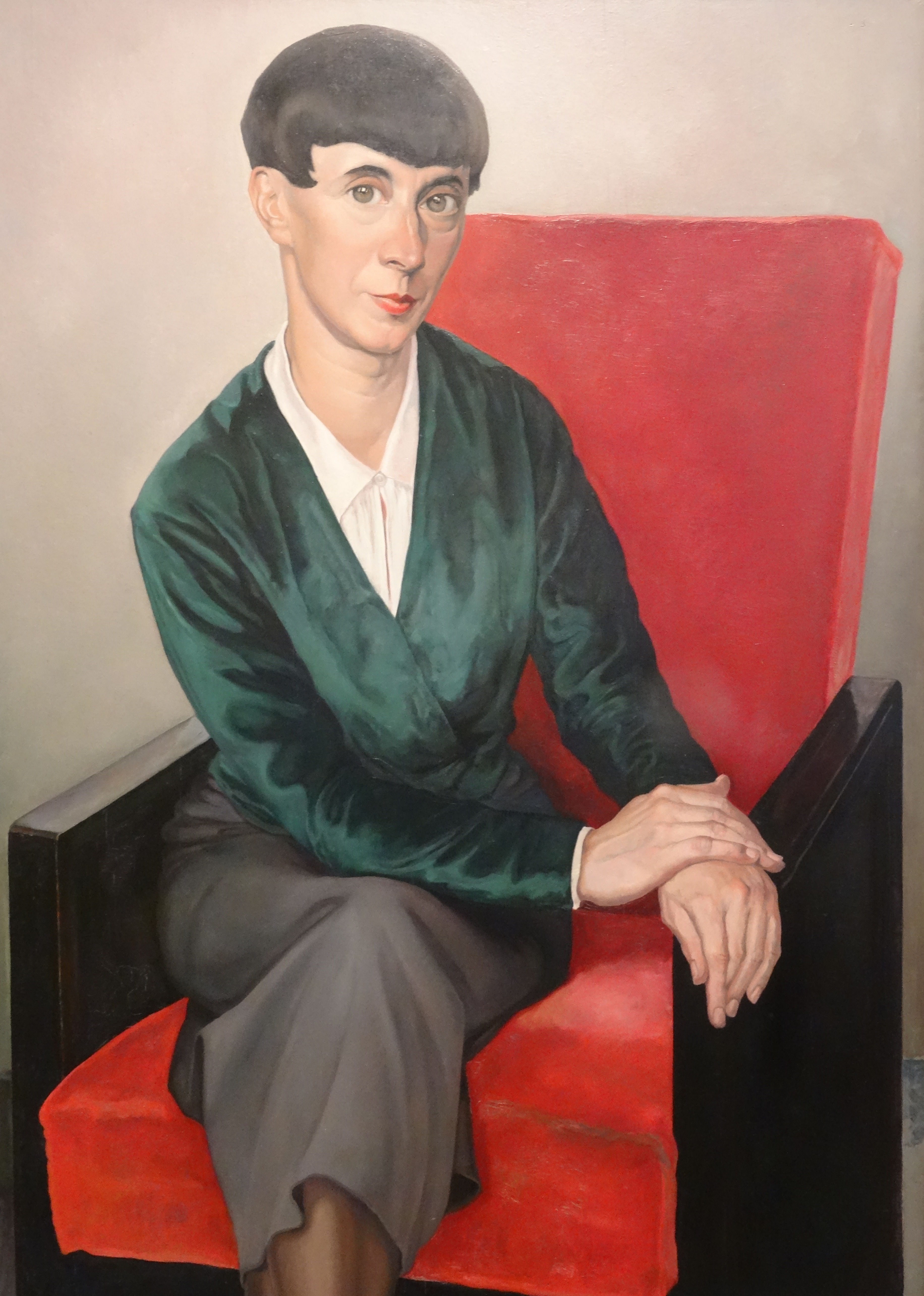
Portret Hanny Höch aut. Chrisa Lebeau, 1933

Jeszcze za życia Höch nastąpił wzrost zainteresowania jej twórczością, wyrażony m.in. w kilku wystawach retrospektywnych w latach 70. XX wieku. W 1976 roku Senat Berlina nadał jej honorowy tytuł profesorski. Od 1996 roku przyznawana jest nagroda im. Hanny Höch dla berlińskich artystów. W 2023 roku została wraz z Teresą Tyszkiewicz obrana matronką Nagrody Sztuki im. Marii Anto i Elsy von Freytag-Loringhoven nadawanej przez Fundację Miejsce Sztuki w Warszawie.
Prace Hanny Höch znajdują się w najważniejszych muzeach sztuki współczesnej na świecie. Pokaźną kolekcją dzieł artystki, a także fotografiami i dokumentami z nią związanymi dysponuje Berlinische Galerie. Dokumenty i fotografie Höch, a także kilka jej prac posiada także Sprengel Museum Hannover. Germanisches Nationalmuseum w Norymberdze posiada kilkadziesiąt prac Hanny Höch, w tym zaprojektowane przez nią suknie, kapelusze i inne elementy ubioru. Obszerny zbiór prac artystki jest w posiadaniu prywatnej galerii sztuki Galerie Nierendorf. Z kolei Staatliche Museen zu Berlin posiada 4 jej dzieła z lat 1919–26, w tym przełomowe dla fotomontażu Cięcie nożem kuchennym dada przez ostatnią weimarską, spasioną piwem epokę kulturalną Niemiec. Museum of Modern Art w Nowym Jorku posiada 12 prac, w tym drzeworyt z 1917 roku, 7 fotomontaży z okresu międzywojennego, 3 kolaże abstrakcyjne z lat 1943–50 oraz autorską pocztówkę wysłaną do siostry w 1964 roku. 32 fotomontaże autorstwa Hanny Höch z lat 1920–68 należą do Institut für Auslandsbeziehungen w Stuttgarcie, w tym Groteska i Wokół czerwonych ust. Obraz pt. In Front of a Red Evening Sun jest eksponowany w National Museum of Women in the Arts w Waszyngtonie. Jednym fotomontażem Höch z 1925 roku dysponuje Metropolitan Museum of Art, który to uzupełnia detalem z Cięcia nożem kuchennym dada oraz portretem artystki wykonanym przez Raoula Hausmanna ok. 1920 roku. Pojedyncze prace posiadają Scottish National Gallery i Smart Museum of Art przy Uniwersytecie w Chicago (z cyklu Z Muzeum Etnograficznego) oraz Staatliche Kunsthalle w Karlsruhe, Kunsthalle w Hamburgu, Lindenau-Museum w Altenburgu i McMaster Museum of Art przy Uniwersytecie McMastera.
Dom na przedmieściu Heiligensee, w którym w latach 1939–78 mieszkała Hannah Höch został wpisany wraz z ogrodem do rejestru zabytków. Został zbudowany w 1913 roku. Portal Berlińskiej Informacji Turystycznej opisuje go jako ukrytą atrakcję miasta. Według danych portalu na rok 2024, dom jest obecnie zamieszkany przez artystę Johannesa Bauersachsa, który po wcześniejszym umówieniu się udostępnia go do zwiedzania z przewodnikiem.
W latach 1982–88 roku Siegfried Kühl stworzył asamblaż pt. Archanioł archaiczny, złożony z przedmiotów wydobytych z jeziora Heiligensee. Swoją pracę zadedykował Hannie Höch i zaproponował, by z okazji 100. rocznicy urodzin artystki w 1989 roku odlać asamblaż z brązu i postawić jako pomnik w porcie Tegel. Urząd dzielnicy przystał na pomysł Kühla, a pomnik wykonała odlewnia brązu Hermanna Noacka w Berlinie. Ostatecznie stanął on nad jeziorem Großer Malchsee w dzielnicy Tegel. Na cokole umieszczono napis upamiętniający Hannę Höch, honorową obywatelkę okręgu Reinickendorf. 
Ponadto w Berlinie znajdują się dwie tablice upamiętniające artystkę: na fasadzie domu przy ul. Büsingstraße 16 w dzielnicy Friedenau, w którym mieszkała w latach 1917–33 oraz na ścianie domu przy ul. An der Wildbahn 33 w dzielnicy Heiligensee.

## Upamiętnienie

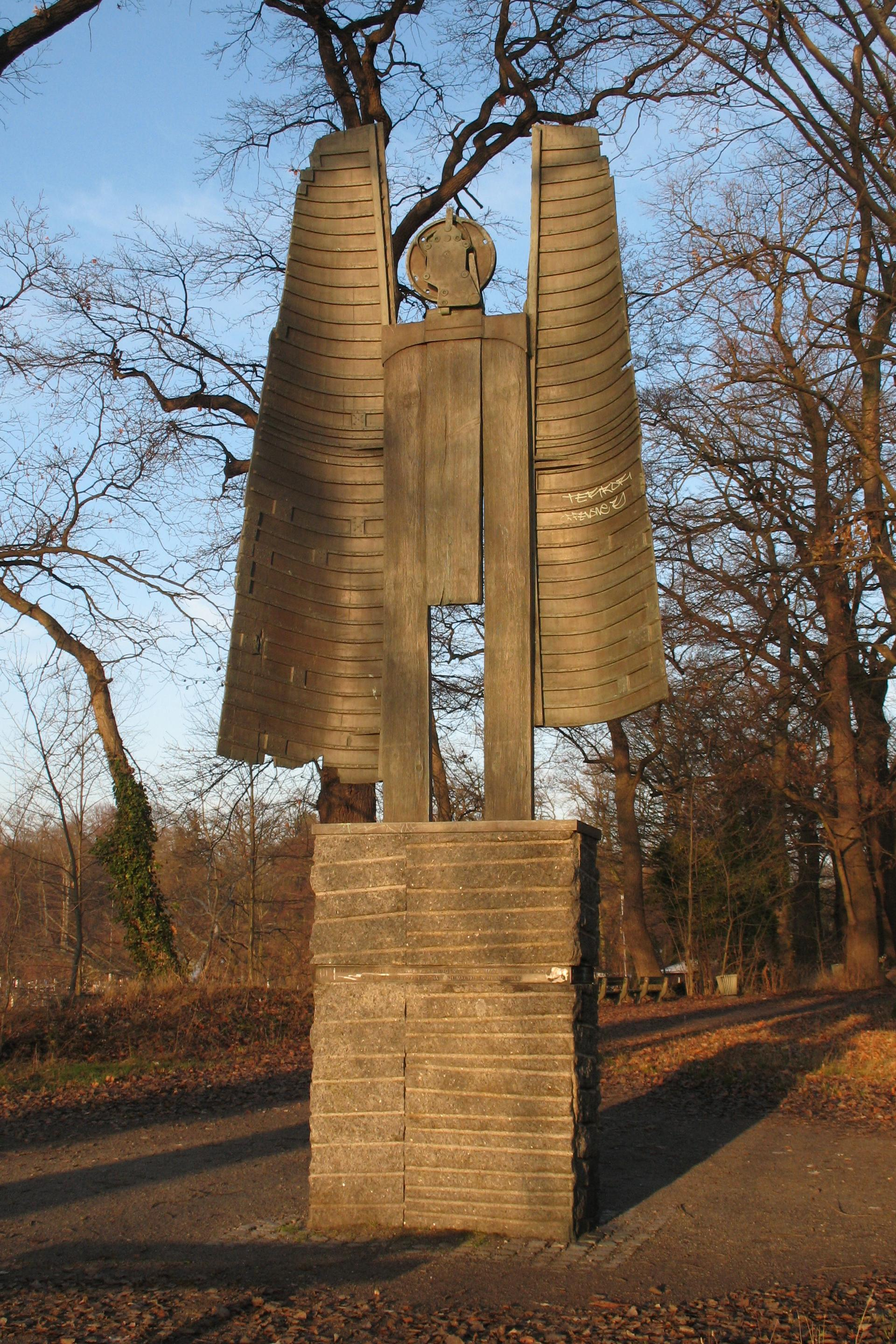
Pomnik w Berlinie-Tegel projektu Siegfrieda Kühla z 1989 roku
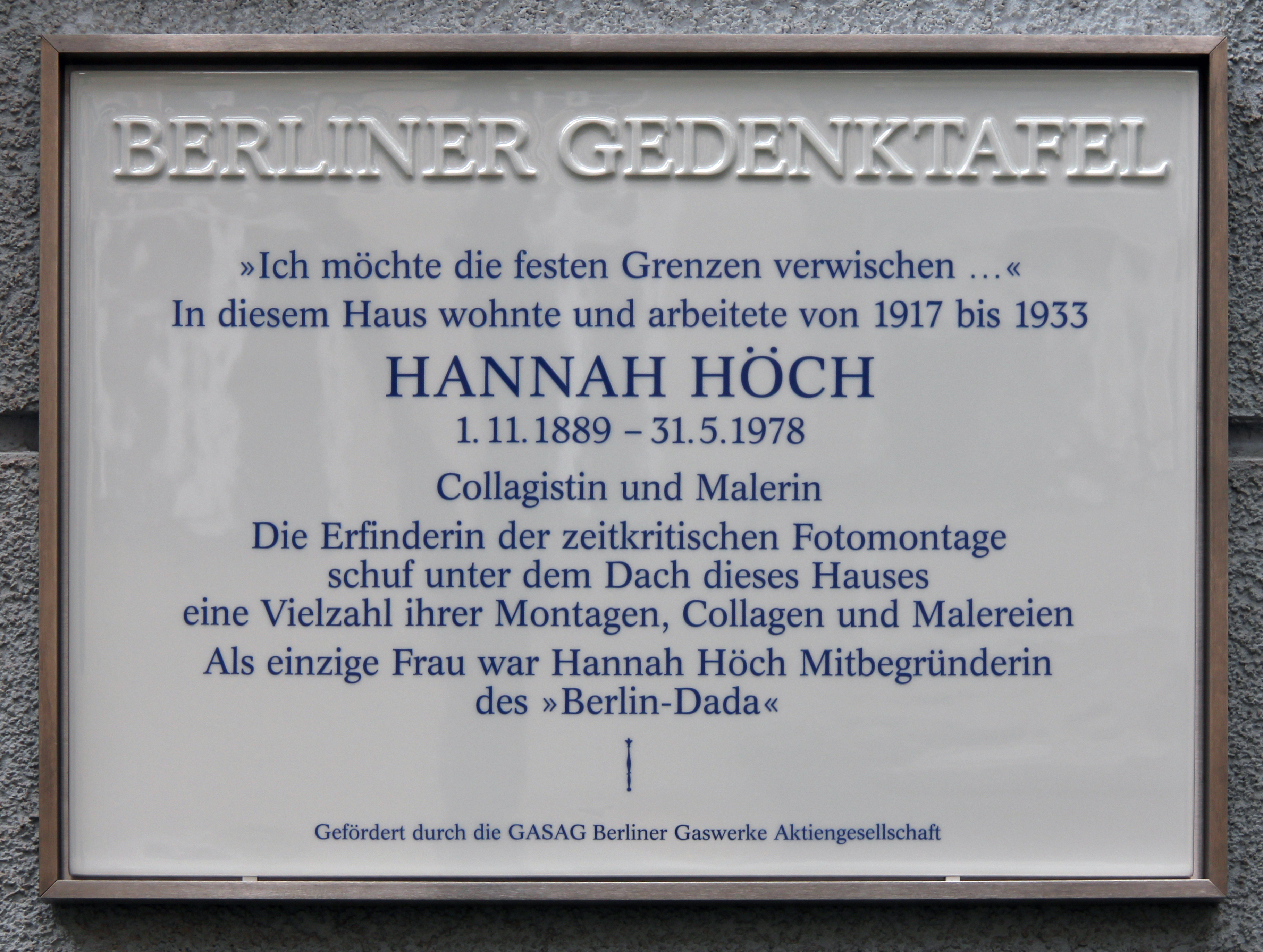
Tablica pamiątkowa w Berlinie-Friedenau
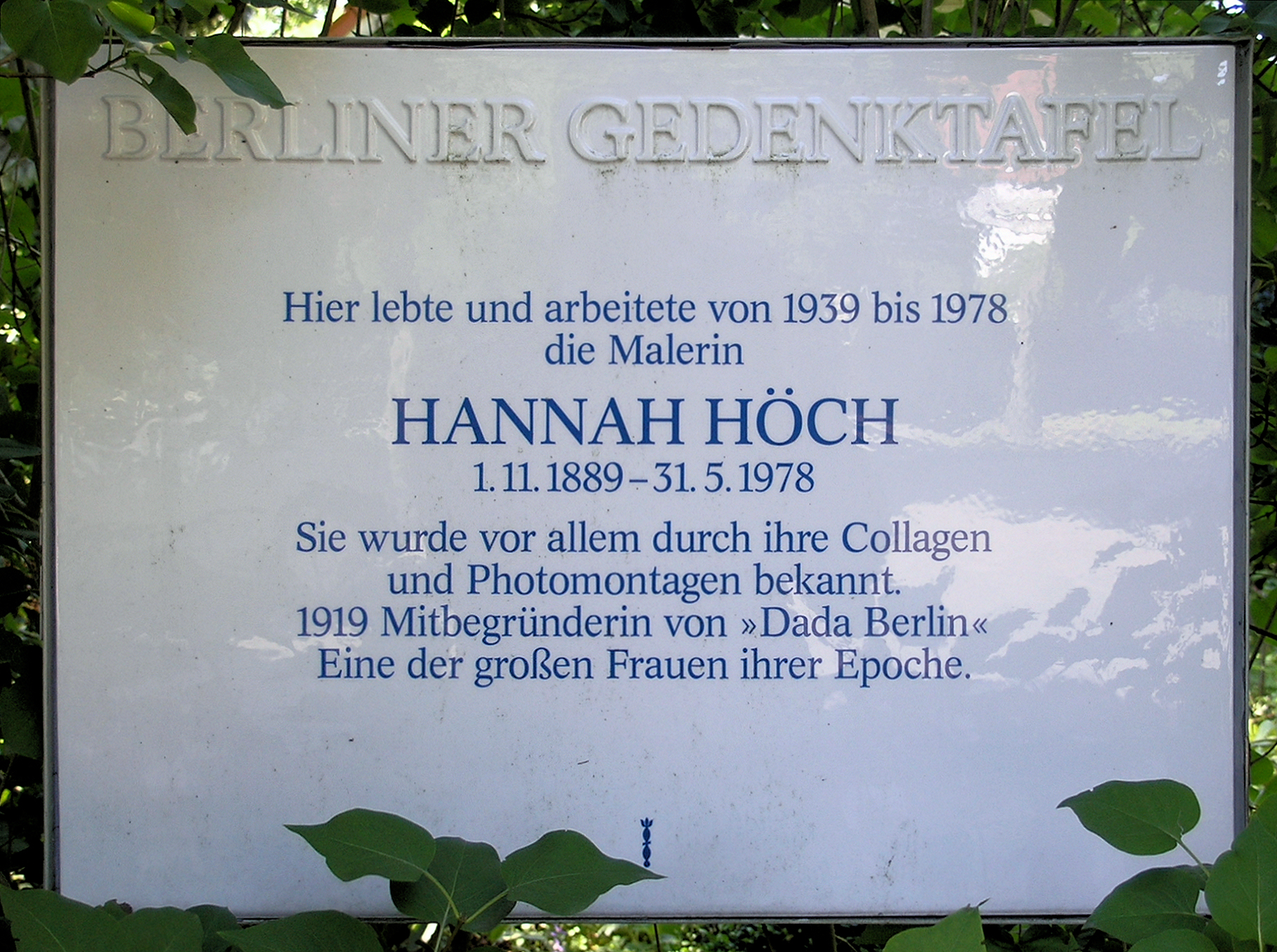
Tablica pamiątkowa w Berlinie-Heiligensee
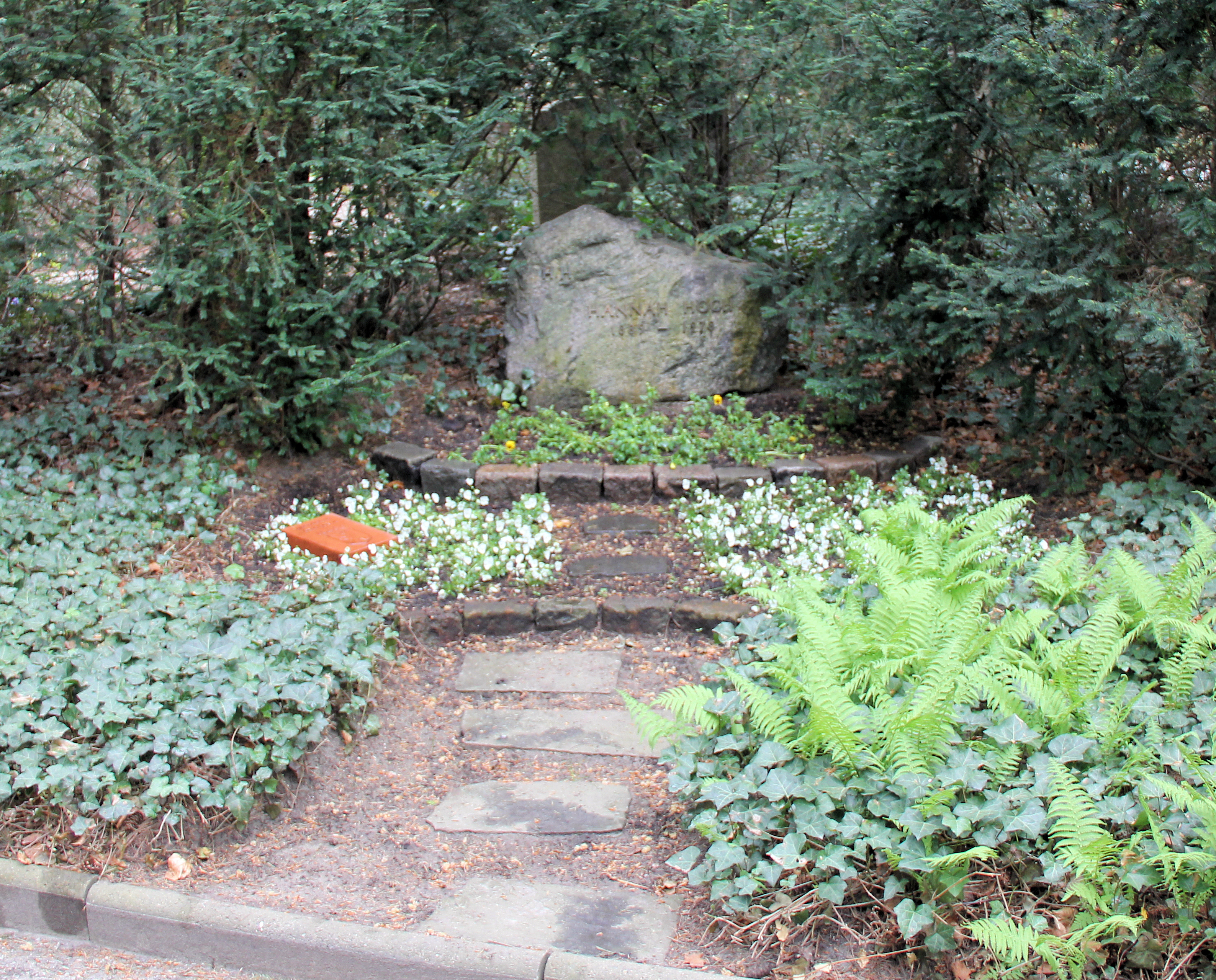
Grób honorowy w Berlinie-Heiligensee